# Aya Miyama
Institutriu Miyama (en japonès: 宮間 あや) (Ōamishirasato, Chiba, Japó, 28 de gener de 1985), és una futbolista japonesa, s'exerceix com a migcampista i juga al Okayama Yunogo Belle.

## Clubs
| Club                  | País         | Any         |
| --------------------- | ------------ | ----------- |
| NTV Beleza            | Japó         | 1999 - 2000 |
| Okayama Yunogo Belle  | Japó         | 2001 - 2008 |
| Los Angeles Sol       | Estats Units | 2009        |
| Okayama Yunogo Belle  | Japó         | 2009        |
| Saint Louis Athletica | Estats Units | 2010        |
| Atlanta Beat          | Estats Units | 2010        |
| Okayama Yunogo Belle  | Japó         | 2010 -      |

## Estadístiques

### Selecció nacional
| Equip | Any   | PJ  | G  |
| ----- | ----- | --- | -- |
| Japó  | 2003  | 6   | 2  |
| Japó  | 2004  | 1   | 2  |
| Japó  | 2005  | 9   | 2  |
| Japó  | 2006  | 17  | 3  |
| Japó  | 2007  | 17  | 6  |
| Japó  | 2008  | 18  | 4  |
| Japó  | 2009  | 1   | 1  |
| Japó  | 2010  | 17  | 2  |
| Japó  | 2011  | 18  | 4  |
| Japó  | 2012  | 16  | 3  |
| Japó  | 2013  | 7   | 1  |
| Total | Total | 127 | 30 |

### Gols com a internacional Competició
| #  | Data                   | Lloc                                             | Oponent        | Tant | Resultat | Competició                                      |
| -- | ---------------------- | ------------------------------------------------ | -------------- | ---- | -------- | ----------------------------------------------- |
| 1  | 9 de juny de 2003      | Estadi Rajamangala, Bangkok, Tailàndia           | Filipines      | 13-0 | 15-0     | Campionat femení de l'AFC de 2003               |
| 2  | 22 de juliol de 2003   | Estadi Sendai, Sendai, Japó                      | Corea del Sud  | 4-0  | 5-0      | Amistós                                         |
| 3  | 18 de desembre de 2004 | Estadi Nishigaoka, Tòquio (Japó)                 | Xina Taipei    | 2-0  | 11-0     | Amistós                                         |
| 4  | 18 de desembre de 2004 | Estadi Nishigaoka, Tòquio (Japó)                 | Xina Taipei    | 4-0  | 11-0     | Amistós                                         |
| 5  | 29 de març de 2005     | Miranda, Austràlia                               | Austràlia      | 1-2  | 1-2      | Amistós                                         |
| 6  | 21 de maig de 2005     | Estadi Nishigaoka, Tòquio (Japó)                 | Nova Zelanda   | 5-0  | 6-0      | Amistós                                         |
| 7  | 23 de juliol de 2006   | Estadi Hindmarsh, Adelaide, Austràlia            | Xina           | 1-0  | 1-0      | Copa Asiàtica femení de l'AFC de 2006           |
| 8  | 23 de novembre de 2006 | Wildparkstadion, Karlsruhe, Alemanya             | Alemanya       | 2-6  | 3-6      | Amistós                                         |
| 9  | 30 de novembre de 2006 | Estadi Grand Hamad, Doha, Qatar                  | Jordània       | 2-0  | 13-0     | Jocs Asiàtics de 2006                           |
| 10 | 12 de febrer de 2007   | GSZ Stadium, Lárnaca, Xipre                      | Suècia         | 1-1  | 2-2      | Amistós                                         |
| 11 | 10 de març de 2007     | Estadi Olímpic, Tòquio (Japó)                    | Mèxic          | 2-0  | 2-0      | Amistós                                         |
| 12 | 12 de juny de 2007     | Estadi Bucheon, Bucheon, Corea del Sud           | Corea del Sud  | 2-1  | 2-2      | Torneig Preolímpico Femení de l'AFC 2008        |
| 13 | 4 d'agost de 2007      | Estadi Lạch Tray, Hải Phòng, Vietnam             | Vietnam        | 4-0  | 8-0      | Torneig Preolímpico Femení de l'AFC 2008        |
| 14 | 11 de setembre de 2007 | Estadi Hongkou, Xangai, Xina                     | Anglaterra     | 1-0  | 2-2      | Copa Mundial Femenina de Futbol de 2007         |
| 15 | 11 de setembre de 2007 | Estadi Hongkou, Xangai, Xina                     | Anglaterra     | 2-2  | 2-2      | Copa Mundial Femenina de Futbol de 2007         |
| 16 | 18 de febrer de 2008   | Estadi Yongchuan, Chongqing, Xina                | Corea del Nord | 2-2  | 3-2      | Campionat Femení de Futbol de l'Est d'Àsia 2008 |
| 17 | 2 de juny de 2008      | Estadi Thong Nhat, Ciutat Ho Chi Minh, Vietnam   | Austràlia      | 3-0  | 3-1      | Copa Asiàtica femení de l'AFC de 2008           |
| 18 | 8 de juny de 2008      | Estadi Thong Nhat, Ciutat Ho Chi Minh, Vietnam   | Austràlia      | 2-0  | 3-0      | Copa Asiàtica femení de l'AFC de 2008           |
| 19 | 6 d'agost de 2008      | Estadi Olímpic de Qinhuangdao, Qinhuangdao, Xina | Nova Zelanda   | 1-2  | 2-2      | Jocs Olímpics de Pequín 2008                    |
| 20 | 14 de novembre de 2009 | Estadi Komaba, Saitama, Japó                     | Nova Zelanda   | 1-0  | 2-1      | Amistós                                         |
| 21 | 6 de febrer de 2010    | Tokyo Stadium, Chōfu, Japó                       | Xina           | 1-0  | 2-0      | Campionat Femení de Futbol de l'Est d'Àsia 2010 |
| 22 | 20 de maig de 2010     | Chengdu Sports Centre, Chengdu, Xina             | Myanmar        | 5-0  | 8-0      | Copa Asiàtica femení de l'AFC de 2010           |
| 23 | 2 de març de 2011      | Vila Real de Sant António, Portugal              | Estats Units   | 1-2  | 1-2      | Copa Algarve de 2011                            |
| 24 | 18 de juny de 2011     | Estadi Prefectura d'Ehime, Matsuyama, Japó       | Corea del Sud  | 1-0  | 1-1      | Amistós                                         |
| 25 | 27 de juny de 2011     | Rewirpowerstadion, Bochum, Alemanya              | Nova Zelanda   | 2-1  | 2-1      | Copa Mundial Femenina de Futbol de 2011         |
| 26 | 17 de juliol de 2011   | Commerzbank-Sorra, Frankfurt, Alemanya           | Estats Units   | 1-1  | 2-2      | Copa Mundial Femenina de Futbol de 2011         |
| 27 | 5 d'abril de 2012      | Estadi de les Ales de Kobe, Kōbe, Japó           | Brasil         | 3-1  | 4-1      | Amistós                                         |
| 28 | 11 de juliol de 2012   | Estadi Olímpic, Tòquio (Japó)                    | Austràlia      | 1-0  | 3-0      | Amistós                                         |
| 29 | 25 de juliol de 2012   | Ricoh Sorra, Coventry, Regne Unit                | Canadà         | 2-0  | 2-1      | Jocs Olímpics de Londres 2012                   |
| 30 | 26 de setembre de 2013 | Fukuda Denshi Sorra, Chiba, Japó                 | Nigèria        | 1-0  | 2-0      | Amistós                                         |

## Palmarès

### Internacionals
| Títol                           | Selecció      | País     | Any  |
| ------------------------------- | ------------- | -------- | ---- |
| Campionat femení d'Aquest Àsia  | Selecció Japó | Xina     | 2008 |
| Campionat femení d'Aquest Àsia  | Selecció Japó | Japó     | 2010 |
| Copa Mundial Femenina de Futbol | Selecció Japó | Alemanya | 2011 |

### Individuals
| Distinció                  | Any  |
| -------------------------- | ---- |
| Futbolista de l'any a Àsia | 2011 |
| Futbolista de l'any a Àsia | 2012 |